# محمد بيومي
محمد بيومي (محمد محمد بيومي سيد أحمد الفطاطري) (1894 - 1963) مخرج ومصور ومؤلف وممثل ومنتج مصري من رواد السينما المصرية، ولد بمدينة طنطا عام 1894، تخرج من المدرسة الحربية عام 1915، ثم إتجه للمجال الفني بعد ثورة 1919، حيث شارك في تأسيس (فرقة وادي النيل) مع (بشارة واكيم)، ثم سافر إلى إيطاليا ثم النمسا حيث حصل على دبلوم في التصوير الضوئي والسينما توغرافي من حكومة النمسا ومعه معدات ومعمل تصوير سينمائي، وأنشأ أول جريدة سينمائية باسم «جريدة آمون» وكان أول فيلم وثائقي له هو "عودة سعد زغلول من المنفي" يوم 18 سبتمبر عام 1923م، وبنفس العام قدّم أول فيلم روائي وهو بعنوان «برسوم يبحث عن وظيفة» والذي قام بتأليفه وإخراجه وتصويره وإنتاجه، شارك بعدها في العديد من الأعمال من أبرزها (ليلة في العمر، ليلى البدوية، الباشكاتب)، وافته المنية عام 1963م بالإسكندرية.

## أسرته
تزوج محمد بيومي في أثناء زيارته لمدينة فيينا عاصمة النمسا، من فتاة نمساوية في عمر السابعة عشر هي «شارلوت يوسف كرالوفتس» (بالألمانية: Charlotte Joseph Kralowetz) ابنة الضابط "يوسف كرالوفتس" (صورته في شبابه برتبة نقيب)، ضابط مدفعية كبير في جيش الإمبراطورية النمساوية المجرية التي تفككت عام 1918م بنهاية الحرب العالمية الأولى. رُزق محمد بيومي وزوجته شارلوت بابنهما «محمد يوسف» الذي أظهر نبوغا في الرسم في طفولته الأولى، إلا أنه توفي مع وباء الدفتريا في مصر بعمر حوالي عامين ونصف. كما رُزق بابنته «دولت» التي وُلدت عام 1923م والتي أشركها في بعض أفلامه وهي بعمر العاشرة، وتوفيت عام 2008م بمصر. وكان له من ابنته دولت ثلاث حفيدات هن: ماجدة ونادية وكاملة، وتلك كانت أسرته الصغيرة حتى وفاته عام 1963م. توفيت زوجته شارلوت عام 1989م بالأسكندرية بعد وفاته بثلاثين عاما ودُفنت بالمقابر المسيحية بحي الشاطبي بالأسكندرية.

## طفولة محمد بيومي
وُلد محمد بيومي يوم 3 يناير 1894م بمدينة طنطا بمحافظة الغربية، وكان والده تاجراً، وكان يهوى الرسم، ونزل إلى ميادين العمل في العطلات الصيفية وعمل بإصلاح الساعات، فتمكن من اقتناء كاميرا فوتوغرافية وكان امتلاك واحدة في ذاك الزمان من عجائب الأمور. أحب محمد بيومي الكاميرا، وعشق تصوير الوجوه، ورأى أن ما تقوله الصورة أبلغ من الكلام، ورأى أن الصورة المتحركة أقدر على التبليغ من الجامدة.. لكن كيف تتحرك الصورة؟!
تخرج محمد بيومي من المدرسة الحربية عام 1915م، وتم إلحاقه بإحدى كتائب الجيش المصري بالسودان، لكن كل ذلك لم ينسه حلمه القديم، فقرر أن يستقيل من عمله بالجيش وأن يسافر ليتعلم فنون السينما، وبالفعل بدأ رحلته من إيطاليا، ثم انتقل إلى النمسا وبها التقى بزوجته السيدة شارلوت كرالوفيتس، ثم انتقلا معاً إلى برلين وأكمل دراسته بجانب عمله كمساعد مصور، وهناك عمل كمساعد مصور، وتعرف على المصور الألماني الشهير «بارنجر» الذي ساعده في شراء معدات سينما، ليعود بها إلى القاهرة عام 1923 ويفتتح أول استديو سينمائي يؤسسه مصري تحت اسم «آمون فيلم». وفي عام 1922م قرر العودة إلى الوطن ومعه أول معدات تصوير سينمائي تعبر الحدود المصرية.

## جريدة آمون السينمائية
قام بإصدار ”آمون السينمائية” وهي أول جريدة مصرية وثائقية، وكان يحلم بأن يصل بها إلى العالم لتكون بوقاً ضد الاحتلال، ولذلك خصص أول أعدادها لتسجيل لحظة وصول الزعيم سعد زغلول ورفاقه من منفى سيشل في عام 1923م، وكانت مدة الفيلم 5 دقائق، ويعد هذا الفيلم التسجيلي أول شريط سينما مصري خالص.

## أول فيلم روائي
بميزانية بلغت مائة جنيهاً قام بيومي بتنفيذ أول فيلم روائي مصري، وكان بعنوان “برسوم يبحث عن وظيفه”، ولعب فيه دور البطولة بشارة واكيم وشاركته فيكتوريا كوهين وفردوس حسن، وكانت مدة الفيلم حوالي 12 دقيقة.

## أول شركة إنتاج مصرية
كما كان لبيومي الفضل في إنشاء أول شركة مصرية لإنتاج الأفلام، حيث أنه خلال تصويره لفيلم تسجيلي عن مراحل تأسيس بنك مصر الجديد عام 1925م التقى بطلعت باشا حرب، وأقنعه بفكرة إنشاء شركة سينما باسم “مصر للسينما”، وفي العام نفسه نفذ المشروع باسم “مصر للتمثيل والسينما”، وتم تعيين محمد بيومي مديراً له، لكنه استقال منها في وقت لاحق بسبب خلاف وقع بينه وبين طلعت باشا حرب.. ثم تولى محمد بيومي تأسيس “المعهد المصري للسينما” عام 1931م، ومن خلاله قام بيومي بتقديم أول فيلم “الخطيب رقم 13” والذي يعد أول فيلم مصري متكامل.

## معطلعت حرب
في مطلع عام 1925، قابل بيومي «طلعت حرب»، وعرض عليه تصوير فيلم عن مراحل إنشاء المبنى الجديد لبنك مصر، ووافق «حرب»، والذي أقنعه «بيومي» بتأسيس قسم للسينما يتبع شركة إعلانات مصر، وتأسس تحت اسم «مصر فيلم»، بمبلغ 244 جنيها و 915 مليما اشترى بنك مصر المعدات السينمائية الخاصة بـ«بيومي» باعتبارها معدات مستعملة (كان تقدير بيومي لها 4 آلاف جنيه)، ليؤسس بها في 13 يونيو 1925 شركة «مصر للتمثيل والسينما» ويعين «بيومي» مديرا للشركة.
«بيومي» والذي اصطحب «حرب» إلى «النمسا» لتطوير المعدات وشراء آلات جديدة، تخلف عن العودة ليقضى الفترة ما بين 10 أغسطس و 19 أكتوبر 1925، يتدرب على إدارة المعامل السينمائية، وحصل على شهادة من المركز الرئيسي للسينما في «فيينا» كتب فيها «يمتلك من الخبرة والكفاءة ما يؤهله للعمل في أكبر المعامل السينمائية في العالم».
مفاجأة كانت في انتظار «بيومي» عند عودته إلى القاهرة، حيث تجاهل «حرب» في كلمته في الاحتفال بتأسيس شركة «مصر للتمثيل والمسرح» دور «بيومي»، متناسيا أو متجاهلا نسب «حرب» الفضل في تأسيس صناعة السينما في مصر إلى نفسه، هنا ترك «بيومي» الشركة في فبراير 1926 وندم على ما قدمه لـ«حرب» من أفكار ومجهود وحلم تحقق وتم إقصاؤه منه.
كمحارب قديم يخوض الحرب، دون أن ينتظر أن تضع أوزارها، أسس «بيومي» في نوفمبر 1931 «المعهد المصري للسينما» وأعلن عن تعليم التصوير الفوتوغرافي والزنكوغرافب والسينمائي مجانا للمصريين فقط.
أول فيلم مصري مائة بالمائة «الخطيب نمرة 13» والذي نفذ من خلال المعهد، وكان «بيومي» بمساعدة ابنته مصمم ومنفذ الديكور وكاتب السيناريو ومدير الإنتاج والتصوير والمخرج والمونتاج وممثل أيضا، بل إن جميع عمليات الإظهار والطبع قد تمت على آلات صنعها «بيومي» بنفسه. وفي عام 1934 يضطر بيومي إلى إغلاق المعهد لتنتهي علاقته المباشرة بالعمل السينمائي.

## منهجه العملي
كتب محمد بيومي السيناريو لجميع الأفلام التي قدمها باستثناء فيلم “الضحية”، وكان يقوم بالتصوير والإخراج، وكذلك عمليات الطبع والتحميض، وتصميم الديكور والمونتاج، وهذا كله بجانب تجسيده لشخصية ضمن أحداث الفيلم، وهذا لندرة العاملين بالمجال السينمائي بالإضافة إلى أنه حرص على دراسة كافة فروع فن السينما وأجادها.. ورحل رائد صناعة الفن السينمائي عن عالمنا في يوليو 1963م، وقام المخرج والباحث السينمائي “محمد كامل القليوبي” بكتابة كتاب يتحدث عن حياته واسهاماته في تأسيس السينما المصرية، بعنوان “محمد بيومي.. الرائد الأول للسينما المصرية”، كما تصدر اسمه -أخيراً- مسابقة الأفلام القصيرة لمبدعي الإسكندرية لعام 2014م.

## تراث محمد بيومي
ترك محمد بيومي لنا كنوزاً لا نعلم من بددها، فبجانب أفلامه الروائية التي لم يبقَ منها سوى أجزاء مقتطعة وأشرطة مهترئة، فإنه قد أولى اهتماماً كبيراً بالأفلام التسجيلية، وسجّل بكاميرته لحظات فريدة من عمر الوطن، مثل حفل الألعاب الرياضية الذي أقامه الحرس الملكي، جنازة السير لي ستاك حاكم السودان، حفل افتتاح مباراة كرة القدم بين المنتخب القاهري وفريق هاكوا، ومشهد خروج الجماهير لتوديع الوفد الذاهب للتفاوض باسم مصر برئاسة النحاس باشا، وغيرها من الكنوز الثمينة التي أضاعتها يد الإهمال.

## قصة حياته كاملة
محمد بيومي.. هو الفنان التشكيلي والمصور والمخرج والزجال والصحفي وضابط الجيش، هو أول مصري يقف خلف كاميرا؛ ليسجل وقائع الحياة المصرية بعين وحس مصريين. ولد محمد بيومي في الثالث من يناير لعام 1894م في مدينة طنطا، وعمل وهو في الثالثة عشر من عمره في محل لتصليح الساعات أثناء العطلة الصيفية، بالإضافة لقيامه بالرسم وشرائه آلة للتصوير الفوتوغرافي والتي كان يُصور بها زملاءه في المدرسة لقاء مبلغ مالي.
بدأ الحس الوطني لدى محمد بيومي في سن مبكرة، حيث بدأ الانخراط في الحزب الوطني الذي أسسه مصطفى كامل، وقبل حصوله على الشهادة الابتدائية في 1911م بدأ يقرأ مؤلفات مصطفى كامل، ويحضر الفعاليات التي كانوا يقومون بها والتي ركزت على المبادئ الوطنية والنقمة على الاحتلال.
في سن السابعة عشرة حصل محمد بيومي على الابتدائية، وهي سن متقدمة للحصول على هذه الشهادة ويبدو أنه انشغل ببعض المشاريع التجارية التي أدت إلى تأخره في الحصول على الابتدائية والتحق سنة 1911م بمدرسة المجيبة الثانوية، ثم بالقسم الداخلي بمدرسة المساعي المشكورة بشبين الكوم، ثم فجأة يترك دراسته ويلتحق بالمدرسة الحربية سنة 1912م.
محمد بيومي، صاحب النفس القلقة سوف تكون هذه مسيرة حياته، الانتقال المفاجئ من طريق لطريق آخر مغاير بنفس قلقة، وروح تبحث عن التميز والتغيير.
تركت الدراسة في المدرسة الحربية أثراً سيئاً في نفسه، فعلى عكس ما اعتقد لم تكن الدراسة لخلق جيش وطني، ولكن لتكريس فكرة خدمة جيش الاحتلال؛ فزادته الدراسة نقمة وسخطاً على جيش الاحتلال.
تخرج محمد بيومي في المدرسة الحربية سنة 1915م برتبة ملازم ثاني، والتحق بالأورطة الرابعة للجيش المصري في السودان، ويكون حسه الوطني العالي وكراهيته لجيش الاحتلال السبب في العديد من الصدامات والمعارك، ففي البداية بدأ يُحرض زملائه على رفض التطوع شبه الإجباري لحملة الدردنيل، ونجح في إقناعهم بالرفض فيما يشبه العصيان العام، ثم معركة «العمامة» حيث قررت الإدارة البريطانية أن يرتدي الضباط والجنود المصريون عمامة بدلاً من الطربوش حيث تبدو القوات المصرية شبيهة بالقوات الهندية والتي تحارب في صفوف الجيش البريطاني، وأدرك «بيومي» أن الغرض من ذلك هو إظهار الجيش المصري بمظهر المحتل، وقاد حملة الرفض، ونجح في ذلك ولم يرتد الجنود والضباط العمامة.
طوال فترة وجوده في الجيش ومحمد بيومي يخوض العديد من المعارك ضد جيش الاحتلال؛ فتم إحالته للاستيداع سنة 1918م بعد ثلاث سنوات فقط من عمله كضابط.
من فترة إحالته للاستيداع وحتى قيام ثورة 1919م حاول «بيومي» العمل في ورش الموبيليا ومحلات التفصيل إلى أن تقوم الثورة فيندفع فيها محمد بيومي بكل كيانه ملقيا الأشعار والأزجال، مصدراً مجلة المقص للتحريض على الثورة وقد أصدرها في شكل كتاب حتى لا تُصادر وتبرع للثورة بمبلغ 25 جنيها وهو مبلغ كبير بمقاييس تلك الفترة.
ومع انتهاء الثورة بالإفراج عن سعد زغلول كان «بيومي» قد توصل إلى أن الفن هو رسالته في الحياة.
أسس «بيومي» فرقة «وادي النيل» المسرحية مع صديقه الممثل بشارة واكيم ويبدأ في تقديم العروض في مسرح رشيد بالإسكندرية وتشترك معهم الممثلة الصاعدة ماري منيب والتي سوف تصبح نجمة فيما بعد.
يبدو أن تجربة المسرح لم تكن هي الحالة الفنية التي يبحث عنها محمد بيومي؛ فقد ترك فجأة كل نجاحات الفرقة وأمواله التي كان يستثمرها مع أحد أصدقائه وسافر إلى أوروبا في رحلة يصفها هو نفسه في مذكراته برحلة نحو المجهول.
يذهب في البداية إلى إيطاليا التي كان يتكسب فيها من الإتجار بالعملة كما جاء في مذكراته عن تلك الفترة «مذكرات حربي» ثم يتركها إلى فيينا وهناك يحيا حياة الترف والبذخ؛ فأوروبا ما زالت منهكة من آثار الحرب، وهناك يقابل زوجته شارلوت يوسف كرالوفيتس ويتزوجها عائدا بها إلى مصر.
ظل عاماً كاملاً في مصر، ولا توجد معلومات عن طبيعة عمله في تلك الفترة إلا أنه قام بصناعة أثاث بيته بنفسه وأحذية زوجته وتفصيل ملابسهما، ثم رزق بابنه الأول محمد يوسف.
يقرر «بيومي» الرحيل إلى أوروبا مره ثانية وهذه المرة تكون وجهته معروفة فيذهب إلى برلين لدراسة السينما، ولا يوجد سبب واضح لقرار بيومي لدراسة السينما فلا توجد أي إشارت عن شغفه بهذا العالم.
في برلين يقرر دراسة السينما كصناعة ويكون مدخلة في ذلك عمله في استديوهات «جلوريا» فيلم كممثل للأدوار الثانوية بأجر قدرة 15 قرشا في اليوم، وهو أجر كبير جداً؛ فقد كان يسكن في شقة أجرها 15 قرشا في الشهر، وقد كان يتم حشره في أدوار ثانوية حتى تستفيد منه الشركة مقابل الأجر الذي يأخذه، لكن التمثيل ليس طموحه من البداية فيترك كل هذا ويتجه للعمل كمساعد مصور ويتعرف على المصور بارنجر الذي يساعده في الحصول على المعدات اللازمة لعمل ستوديو سينمائي في مصر ويحصل على عضوية اتحاد السينمائيين المحترفين بالنمسا ويعود سنة 1923م؛ ليؤسس أول استوديو سينمائي مصري باسم «آمون فيلم».
أول ما صوره محمد بيومي من جريدة آمون السينمائية هو عودة سعد زغلول من المنفى الثاني في جزيرة سيشيل وكان بيومي يطمح لتسويق جريدة آمون في الخارج ولا توجد أدلة على نجاحه في هذا.
بعد ذلك يصور «بيومي» أول أفلامه الروائية وهو «برسوم يبحث عن وظيفة» بطولة بشارة واكيم، وعبد الحميد زكي، وأحمد شفيق، والسيد يوسف، والطفل محمد يوسف ابن محمد بيومي.
يقوم «بيومي» بتصوير الفيلم وإخراجه وعمل مونتاج الفيلم وتحميضه بنفسه، وأثناء تصوير الفيلم يموت الطفل محمد يوسف ابن بيومي بسبب إصابته بالدفتريا، وتنتابه حاله نفسية سيئة، لكنه يعود ليستكمل الفيلم بعد ذلك.
بعد ذلك يصور فيلم الباشكاتب لصالح الممثل أمين عطالله وتكون كوميديا نصفها مصوراً سينمائياً ونصفها على المسرح.
بعد ذلك يستأنف تصوير أعداد جريدة آمون السينمائية ويصور سعد زغلول وهو يطل من شرفة بيت الأمة وتصوير افتتاح مقبرة توت عنخ آمون وجنازة السير لي ستاك والعديد من المواضيع.
هنا تظهر عبقرية محمد بيومي؛ فهو مخرج للأفلام الروائية، ومخرج أيضا للأفلام التسجيلية ومصور فوتوغرافي وسينمائي ومونتير وموزع، فلقد استهوت السينما كصناعة محمد بيومي وساعده على الريادة والنجاح فيها معرفته بالفن التشكيلي فهو لم يتوقف عن الرسم قط طول حياته.
قابل «بيومي» طلعت حرب، وكان من نتائج ذلك اللقاء إنشاء استوديو مصر الذي أنشأه محمد بيومي مقابل الحصول على 5 % وبعد أن أنشأ بيومي استوديو مصر تنصل طلعت حرب من اتفاقه معه والذي لم يكن قد كتب عقدا فاستقال من شركة مصر للتمثيل والسينما من دون الحصول على خفي حنين على حد قوله ونسب طلعت حرب تأسيس الاستوديو لنفسه في تصرف غير مفهوم من طلعت حرب فحجم إنجازاته كبير ولن يضيره الاعتراف بتأسيس بيومي للاستوديو.
بعد تلك الفترة يقوم «بيومي» بالعودة لعمل الأفلام وينتج فيلم الضحية لإحسان صبري ولا يكتمل الفيلم بسبب زواجها من حسني بك إبراهيم بطل الفيلم.
يسافر إلى الإسكندرية وهناك يفتتح استوديو «بيومي فوتو فيلم» للتصوير الفوتوغرافي والسينمائي بالإضافة إلى صيانة وتصليح معدات التصوير ويحقق نجاحا باهرا، ولكن كالعادة ترك كل هذا مستجيبا لمغامرة جديدة كعادته.
يقوم «بيومي» بمصاحبة أحد الهواة الهنود إلى أوروبا وتحديداً لبولندا ليقدم الحاوي فقراته في السيرك ويربحا العديد من الأموال إلا أنهم يفقدانها على نحو غامض ويتصل بالسلطات التي تعيده إلى مصر بمبلغ التأمين.
يعود محمد بيومي وفي عقله مشروع جديد خاص بالسينما كصناعة فيقوم بتأسيس المعهد المصري سنة 1932م في الإسكندرية وتكون الدراسة فيه مجانية قبل معرفة مصر لمجانية التعليم بثلاثين سنة ويقوم المعهد بتعليم التصوير الفوتوغرافي والزنكوغرافي والسينمائي على حسب الإعلان الذي طرحه بيومي عن المعهد.
فكر «بيومي» في إنشاء معهد لدراسة فنون السينما قبل أن ينتبه أحد لأهمية الدراسة في تأسيس الصناعة، وبمجرد الإعلان تنهال التبرعات على المعهد من أكثر من مكان، وتنهال طلبات الالتحاق على المعهد من الراغبين في الدراسة.
وكانت خطة المعهد أن يكون على مستويين، الأول الدراسي والثاني كمؤسسة إنتاجية، ولم تشغل إدارة المعهد بيومي عن عمله فقام بتصوير فيلما عن نقل أعمدة مسجد المرسي أبو العباس سنة 1932م ويقوم بتصوير الابتهاج العظيم بُعيد جلوس الملك فؤاد على عرش مصر.
يعتمد «بيومي» على طلبة المعهد في تنفيذ مشروع فيلم الخطيب نمرة 13 ويقوم بيومي بالتمثيل في الفيلم هو وابنته دولت إلى جانب قيامه بكتابة السيناريو والتصوير والإخراج والمونتاج، وقيامه ببناء الديكور على قطعة أرض من أملاك الأمير عمر طوسون ويعرض الفيلم في سينما راديو في الإسكندرية يوم 25 ديسميرسنة 1933م.
يبدأ بعد ذلك الفيلم بعمل فيلم للراقصة أمينة محمد بعنوان ليلة في العمر وبعد أن ينتهي الفيلم لا تعطيه الراقصة بقية مستحقاته وينذرها، لكنه لا يأخذ منها أي نقود فيغلق المعهد لتنتهي علاقته بالعمل السينمائي.
بعد ذلك يقوم «بيومي» بالاشتراك مع الأخويين وانلي بتأسيس قاعة الإسكندرية للفنون الجميلة في أول أغسطس 1935م.
يعود مرة أخرى إلى الجيش بعد قرار الملك فاروق بإعادة المُحالين للاستيداع في فترة الاحتلال إلى وظائفهم ـ يبتهج «بيومي» لكنه يعود ليجد الفساد أشد مما كان وينتقل من مكان لآخر بسبب مواقفه ضد ما يتصوره فساد فيقل بصره بسبب وهج الشمس على حد قوله في مذكراته، هنا يقدم استقالته ولا يتم التحقيق في أسبابها على حسب العرف المتبع في الجيش، وكان ذلك عام 1941م.
يتجه «بيومي» بعد ذلك إلى قرية صفط تراب في محافظة الغربية ليبني بيته وعمل أثاثه بنفسه وممارسة الزراعة ولا ينقطع عن ممارسة الرسم وكتابة الزجل ويصدر سنة 1946م ديوان الجندي المجهول مذكرات وأزجال.
لكن تظل السينما وفنونها هاجسه الذي لا ينقطع؛ فيؤسس مع أحد أصدقائه ستوديو سينمائي وقاما من خلاله بتصوير مجموعة من إعلانات النشاط التجاري المحلي وهو النشاط السينمائي الوحيد الذي مارساه.
تقوم حرب فلسطين؛ فيتطوع فيها ويسافر إلى فلسطين كمندوب للاتحاد العربي في الإسكندرية وضابط اتصال بينهم وبين قيادة المتطوعين ثم يعود بعد إعلان دولة إسرائيل لمصر.
في عام 1949م يعرض معدات التصوير الخاصة به في المعرض الزراعي الصناعي وتلك المعدات هو الذي صنعها بنفسه في ورشته وينتهز فرصة المعرض ليدعو لإنشاء مصنع لمعدات التصوير الفوتوغرافي لكنه لا يجد استجابه فيستقر في مرسمه في شارع هيبوقراط بالإسكندرية.
ينضم سنة 1951م لحركة أنصار السلام ويقبض عليه وهو يوزع منشورات لكن يتم الإفراج عنه سريعا؛ فالمسدسات التي ألقوا القبض عليه وهي في حوزته مجرد أسلحة أثرية غير صالحة للاستخدام.
بعد قيام ثورة 1952م يتصل بمحمد نجيب الذي يعده بإعادة حقوقه وتكريمه كما ينبغي، إلا أن نجيب نفسه يُقال فيبدأ يإرسال مشروع عمل مصنع للفيلم الخام للقيادات الموجودة وقتها ولكن جميع الوعود بتنفيذ المشروع لا تتحقق.
لا تتوقف مشاريع «بيومي» عند حد فيذهب إلى مديرية التحرير ويبدأ حملة لزراعتها ويؤسس بها قسما للتصوير ومرسمه الخاص ويزرع فيها الكركديه لأول مرة.
تكون رحلته الأخيرة لأوروبا سنة 1956م، فيزور فيينا في البداية لزيارة مصنع زايس للعدسات ثم يتجه إلى إيزبنرج ليدرس التصوير الملون بمصانع أدوكس ثم يبدأ في ممارسة التصوير والتحميض الملون. بعد عودته يبدأ العدوان الثلاثي فيتطوع كالعادة في كتائب مديرية التحرير ويحمل السلاح في معركة التحرير.
في أواخر حياته يتجه إلى البنك ليصرف سندات بقيمة ألف جنيه فيفاجأ أن الأسهم قد تجمدت وأنه لا يستطيع صرف نقوده بسبب التأميم؛ فيصاب بالشلل النصفي في طريق عودته للمنزل ويتوفى سنة 1963م بالقسم المجاني بمستشفى المواساة بالإسكندرية ويُدفن في مقابر أسرته في طنطا.

## فيلموجرافيا

### تمثيل (3)
- ليلى البدوية

1937 - فيلم
- ليلى بنت الصحراء

1937 - فيلم
- الخطيب نمره 13

1933 - فيلم

### تأليف (3)
- الخطيب نمره 13

1933 - فيلم
(مؤلف)
- الباشكاتب

1924 - فيلم
(مؤلف)
- برسوم يبحث عن وظيفة

1923 - فيلم

### إخراج (5)
- ليلة في العمر

1934 - فيلم
(مخرج)
- الخطيب نمره 13

1933 - فيلم
(مخرج)
- الضحية

1928 - فيلم
(مخرج)
- الباشكاتب

1924 - فيلم
(مخرج)
- برسوم يبحث عن وظيفة

1923 - فيلم
(مخرج)

### تصوير (5)
- الخطيب نمره 13

1933 - فيلم
(مصور)
- مصطفى أو الساحر الصغير

1932 - فيلم
(مصور)
- الباشكاتب

1924 - فيلم
(مصور)
- برسوم يبحث عن وظيفة

1923 - فيلم
(مصور)
- في بلاد توت عنخ آمون

1923 - فيلم
(مصور)

### مونتاج (1)
- الخطيب نمره 13

1933 - فيلم
(مونتير)

### إنتاج (2)
- الخطيب نمره 13

1933 - فيلم
(منتج)
- برسوم يبحث عن وظيفة

1923 - فيلم
(منتج)

## روابط خارجية
- محمد بيومي على موقع IMDb (الإنجليزية)
- محمد بيومي على موقع قاعدة بيانات الأفلام العربية
- محمد بيومي على موقع قاعدة بيانات الفيلم (الإنجليزية)